# Jeanne de Beaumont

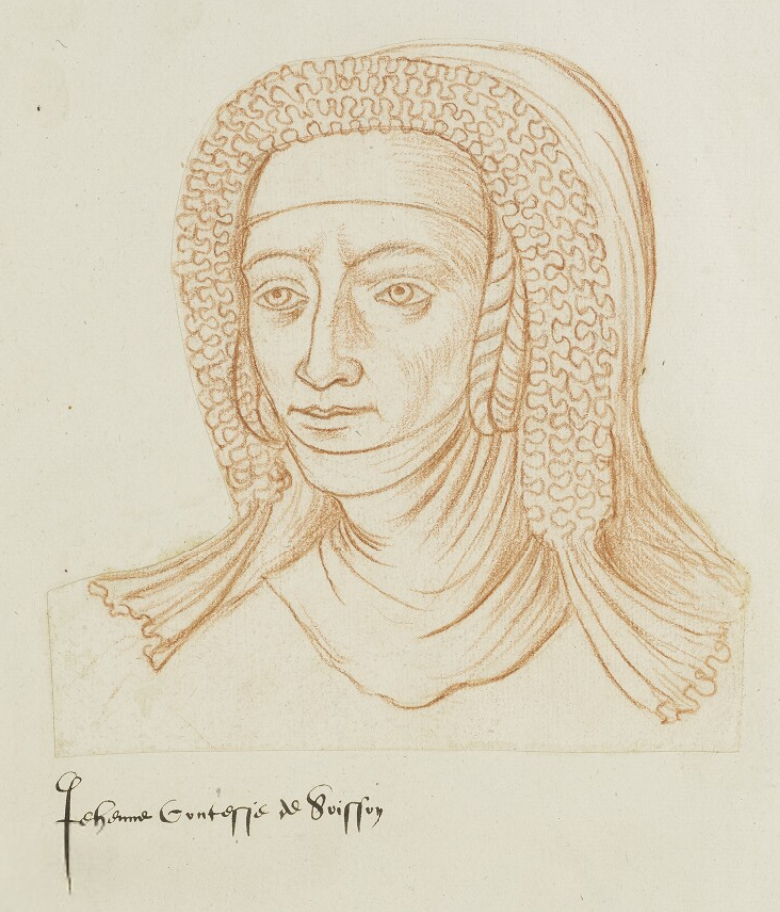
Jeanne de Beaumont, Comtesse de Soissons, um 1570, Porträt von Jacques Le Boucq im Receuil d’Arras, Bibliothèque municipale d’Arras

Jeanne de Beaumont (Jeanne d’Hainaut, Jeanne d’Avesnes, * 1323; † 1350 nach dem 15. Dezember auf Burg Villeneuve) war eine französische Aristokratin aus dem Haus Avesnes.
Sie war Comtesse de Soissons aus eigenem Recht sowie Dame de Beaumont et de Chimay.

## Leben
Jeanne de Beaumont ist die Tochter von Jean de Beaumont, Seigneur de Beaumont († 11. März 1356), und Marguerite de Nesle, Comtesse de Soissons († Oktober 1350). Sie folgte ihrer Mutter an der Spitze der Grafschaft Soissons und der Herrschaft Chimay. 
Jeanne heiratete am 5./10. November 1336 Louis I. de Châtillon aus dem Haus Châtillon, 1336 Comte de Soissons (Iure uxoris), 1342 Comte de Blois et de Dunois. Ihre Kinder waren:
- Louis II. († 1372), 1346 Comte de Blois et de Dunois, Seigneur d’Avesnes, de Landrecies, de Chimay etc.
- Jean II. († Juni 1381), 1372 Comte de Blois et de Dunois; ⚭ 14. Februar 1372 Mechtild, 1371/79 Prätendentin auf das Herzogtum Geldern († 21. September 1384), Tochter von Herzog Reinald II. (Haus Wassenberg) und Sophie Berthout, Vrouwe van Mechelen, Witwe von Gottfried von Loon († 1342), und Johann, Graf von Kleve († 1368)
- Guy II. († 22. Dezember 1397), 1350 Comte de Soissons, 1381 Comte de Blois et de Dunois, Seigneur de Dargies, de Baume, de Tongre, de Chimay, de Trélon, d’Avesnes etc.; ⚭ (Ehevertrag 22. August 1370) Marie de Namur († 11. August 1412), Tochter von Guillaume I., Comte de Namur (Haus Dampierre) und Katharina von Savoyen, sie heiratete 1405 in zweiter Ehe Pierre de Bréban, genannt Clignet, Seigneur de Landreville (in Bayonville), Admiral von Frankreich († 1428)

Louis de Châtillon fiel am 26. August 1346 in der Schlacht bei Crécy; Jeanne verwaltete in der Folge den Besitz, solange ihre Söhne noch minderjährig waren. Sie heiratete in zweiter Ehe vor dem 13. Februar 1348 Guillaume I. le Riche, 1348 Markgraf von Namur († 1. Oktober 1391 in Namur; Haus Dampierre); aus dieser Ehe bekam sie eine Tochter, die in jungen Jahren starb. Guillaume war während dieser Ehe Vormund der Söhne seiner Frau. 
Jeanne de Beaumont starb 1350 nach dem 15. Dezember an der Pest. Guillaume de Namur heiratete im März 1352 in zweiter Ehe Katharina von Savoyen († 18. Juli 1388), Erbtochter von Ludwig II., Herr der Waadt (Baron de Vaud, Haus Savoyen), und Isabelle de Châlon, Dame de Joigny, de Broyes et de Chavannes (Tochter von Jean de Chalon, Seigneur d‘Arlay, und Margarete von Burgund), Witwe von Azzo Visconti (1302–1339), Stadtherr von Mailand, und Raoul II. de Brienne, Graf von Eu und Guînes († 1350).